# Kassius Robertson
Kassius Robertson   (Toronto, 20 d'abril de 1994) és un jugador de bàsquet canadenc que des de l'estiu de 2024 juga al Club Joventut Badalona de la Lliga Endesa. Amb 1,91 metres d'altura juga en la posició d'escorta.

## Trajectòria esportiva
Va jugar tres temporades en els Canisius Golden Griffins i una temporada als Missouri Tigers, tots dos equips de la NCAA. Després de no ser triat en el Draft de l'NBA de 2018 es va unir als Atlanta Hawks per a disputar l'NBA Summer League.
Va debutar com a professional en el Medi Bayreuth de la Basketball Bundesliga la temporada 2018-19. La temporada següent signa pel Fortitudo Bologna per a jugar la Llega Basket Sèrie A, en la qual fa una mitjana de 14.1 punts, 2.8 rebots i 1.6 assistències, amb un 42% d'encert des del triple. El 18 de juliol de 2020 arriba a la Lliga Endesa fitxat pel Monbus Obradoiro.
El 15 d'agost de 2022 signa pel Pallacanestro Reggiana de la Llega Basket Sèrie A. El 27 de novembre, dos dies després d'haver finalitzat de mutu acord el seu contracte amb el conjunt italià, torna a l'Obradoiro, on juga fins al final de la temporada.
El 16 de juliol de 2023 fitxa pel València Basket de la Lliga Endesa per dues temporades.El canadenc només completaria una temporada amb el conjunt taronja, ja que el 6 de juny acordarien mútuament la rescissió del seu contracte. El 26 de juny de 2024 es faria oficial la seva arribada al Club Joventut Badalona amb un contracte per 2 temporades.